# Sida au Botswana
Le Sida est un problème de santé majeur au Botswana, alors qu'un adulte sur 4 est infecté par le VIH. Le Botswana est le pays le plus touché au monde, derrière le Lesotho et le Swaziland.

## Prévalence
350 000 personnes vivaient avec le VIH en 2015, et 22,2 % de la population adulte (entre 15 et 49 ans) est atteinte du virus. La transmission se fait principalement par des rapports hétérosexuels, ce sont les militaires et les jeunes femmes les plus vulnérables aux nouvelles infections. Il y a plus de 15 000 nouvelles infections par an . Le taux d'infection est le plus élevé dans les grandes villes, intermédiaire dans les villes moyennes, et le plus faible dans les villages.  Malgré les efforts du pays pour lutter contre l'épidémie, la prévalence reste au-dessus de 40 % dans certaines régions de l'est du pays.

## Lutte contre la maladie
C'est en 1985 que le premier cas de VIH est détecté au Botswana. Le gouvernement se focalise au début sur l'analyse des transfusions sanguines. Jusqu'en 1997, la dépense publique pour lutter contre la maladie reste faible.

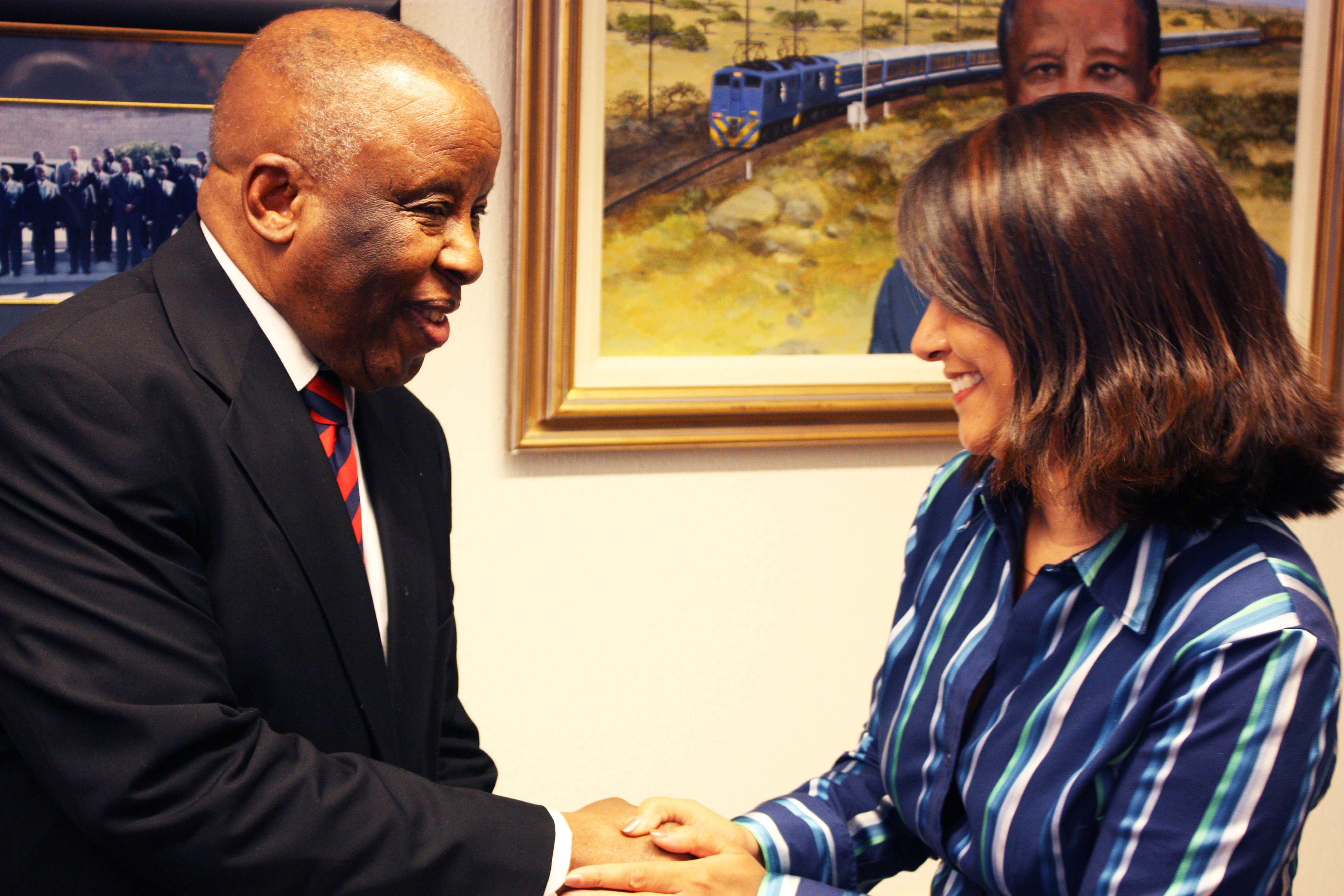
L'ancien président Festus Mogae (à gauche) rencontre la directrice de TechAIDS, qui lutte contre le Sida.

Depuis 1997, et notamment sous les gouvernements de Festus Mogae, la lutte contre la maladie est devenue une priorité. En 1999 est introduit un programme de prévention contre la transmission mère-enfant. En août 2000, la Fondation Bill-et-Melinda-Gates en partenariat avec l'Université Harvard, Merck & Co. et Bristol-Myers Squibb lancent un programme de traitement contre le Sida. Des antirétroviraux sont distribués aux personnes à un stade de la maladie avancé. Cependant, le manque d'infrastructure et de personnel médical gêne la mise en place du programme. En 2003, le gouvernement introduit la première stratégie globale de lutte contre la maladie. En 2004, alors que près de 40 % de la population adulte est séropositive, le gouvernement introduit des tests de dépistage de routine. De 2003 à 2008, le Botswana a dépensé 340 millions de dollars contre le Sida, environ les deux tiers de la somme ont été fournis par le gouvernement central. En 2009, des campagnes en faveur de la circoncision sont lancées, car elle réduit d'environ 50 % la transmission du virus.
Le pays s'est donné pour objectif que 90 % des séropositifs connaissent leur statut et que 90 % des séropositifs reçoivent un traitement antirétroviral à l'horizon 2020.

## Conséquences

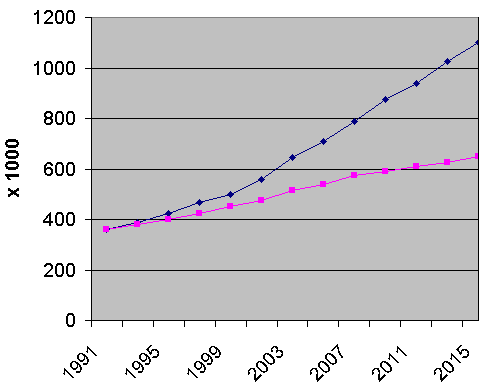
Évolution probable de la population active du Botswana dans un scénario sans (bleu) et avec VIH (rose).
Source : Banque mondiale (2001).

Le Sida menace l'économie, la stabilité politique et la croissance démographique.
À la suite du premier cas connu en 1985, la principale réponse du gouvernement était de réaliser des tests sanguins afin d'éviter la présence du virus dans les transfusions sanguines. L'espérance de vie était de 65 ans en 1990, 57 ans en 1997, de 35 ans en 2005 et de 54,5 ans en 2011.
La main d’œuvre est touchée par la maladie, car une part importante de la population active est frappée par le Sida et n'est plus en mesure de travailler. Selon le département d'État des États-Unis, entre 1999 et 2005 le Botswana a perdu environ 17 % de son personnel médical à cause de la maladie. Les projections pour 2020 prévoient une perte de plus de 23 % de la main-d'œuvre agricole.